# Грам-атом
Грам-атом (рос. грамм-атом, англ. gramm-atom, нім. Grammatom n) — кількість грамів хімічного елемента, що дорівнює його атомній масі.
Приклади: Грам-атом міді становить 63,54 г (атомна маса міді 63,54)